# 菅俊哉
菅 俊哉（すが としや、2月1日- ）は日本の男性声優。栃木県出身。ガジェットリンク所属。

## 略歴
マウスプロモーション附属養成所、アクセント附属養成所、映像テクノアカデミア出身。
以前はケンユウオフィスに所属していた。

## 人物
音質はアルト。
趣味はカラオケ、パチスロ、ドライブ、キャンプ、サーキット走行。特技は整体、中国拳法、四輪ドリフト。
資格は普通自動車免許、バランス活性療法療法師。

## 出演作品

### OVA
- HELLSING（傭兵[3]）

### 吹き替え
- X-GAMER（カプラン）
- しあわせの処方箋
- シャドウ・ワールド（マックス）
- ハイスクール・ウルフ
- 4400 未知からの生還者4（ヘンリー）
- プリズン・ブレイク シーズン3（サポー）
- ボストン・リーガル
- マッハ!エンジェル（眼帯の男）
- わが教え子、ヒトラー（クルト）

### ゲーム
- スターオーシャン4 -THE LAST HOPE-（ガガーン）